# Hao (Polynésie française)
Pour les articles homonymes, voir Hao (homonymie).
Hao est une commune de la Polynésie française dans l'archipel des Tuamotu. Le chef-lieu de cette dernière est Hao.

## Géographie
La commune de Hao est composée de trois communes associées avec douze atolls :
- Commune associée de Hao (regroupant 1 027 habitants en 2017) au centre, formée par cinq atolls :
  - Atoll de Hao (village principal : Otepa), le plus au nord des cinq atolls (et le plus proche de celui d'Amanu au nord)
  - Atoll de Nengo Nengo, au sud-ouest de celui de Hao
  - Atoll de Manuhangi (inhabité), au sud est de celui de Nengo Nengo (atoll le plus proche) et au sud-sud-ouest de celui de Hao
  - Atoll de Paraoa (inhabité), à l'est de celui de Manuhangi et au sud-sud-est de celui de Hao
  - Atoll d'Ahunui (inhabité), au sud-sud-est de celui de Paraoa
- Commune associée d'Amanu (regroupant 174 habitants en 2017) au nord, formée par trois atolls :
  - Atoll de Amanu (village principal: Ikitake), le plus au sud des trois atolls (et le plus proche de celui de Hao au sud)
  - Atoll de Rekareka (inhabité), au nord-ouest de celui d'Amanu
  - Atoll de Tauere, au nord-ouest de celui de Rekareka
- Commune associée de Hereheretue (regroupant 57 habitants en 2017) au sud, formée par l'archipel des îles du Duc de Gloucester comprenant quatre atolls :
  - Atoll de Hereheretue, le plus au nord (et au sud-ouest de celui de Nengo Nengo)
  - Atoll d'Anuanuraro, au sud-est de celui de Herehere
  - Atoll d'Anuanurunga (inhabité), au sud-est de celui d'Anuanuraro
  - Atoll de Nukutepipi, au sud-est de celui d'Anuanurunga

## Démographie
L'évolution du nombre d'habitants est connue à travers les recensements de la population effectués dans la commune depuis 1971. À partir de 2006, les populations légales des communes sont publiées annuellement par l'Insee, mais la loi relative à la démocratie de proximité du 27 février 2002 a, dans ses articles consacrés au recensement de la population, instauré des recensements de la population tous les cinq ans en Nouvelle-Calédonie, en Polynésie française, à Mayotte et dans les îles Wallis-et-Futuna, ce qui n’était pas le cas auparavant. Pour la commune, le premier recensement exhaustif entrant dans le cadre du nouveau dispositif a été réalisé en 2002, les précédents recensements ont eu lieu en 1996, 1988, 1983, 1977 et 1971.
En 2017, la commune comptait 1 258 habitants, en diminution de 5,27 % par rapport à 2012
| 1971  | 1977  | 1983  | 1988  | 1996  | 2002  | 2007  | 2012  | 2017  |
| ----- | ----- | ----- | ----- | ----- | ----- | ----- | ----- | ----- |
| 1 377 | 1 413 | 1 315 | 1 333 | 1 666 | 1 465 | 1 342 | 1 328 | 1 258 |

| 2022  | - | - | - | - | - | - | - | - |
| ----- | - | - | - | - | - | - | - | - |
| 1 227 | - | - | - | - | - | - | - | - |

## Administration

### Conseil municipal
Le conseil municipal est composé de quinze membres dont douze pour Hao, deux pour Amanu, un pour Hereheretue (plus un suppléant).
La municipalité est composée d'un maire, Madame Yseult Butcher-Ferry, de deux maires délégués, un pour Amanu, un pour Hereheretue, et quatre adjoints.

### Liste des maires

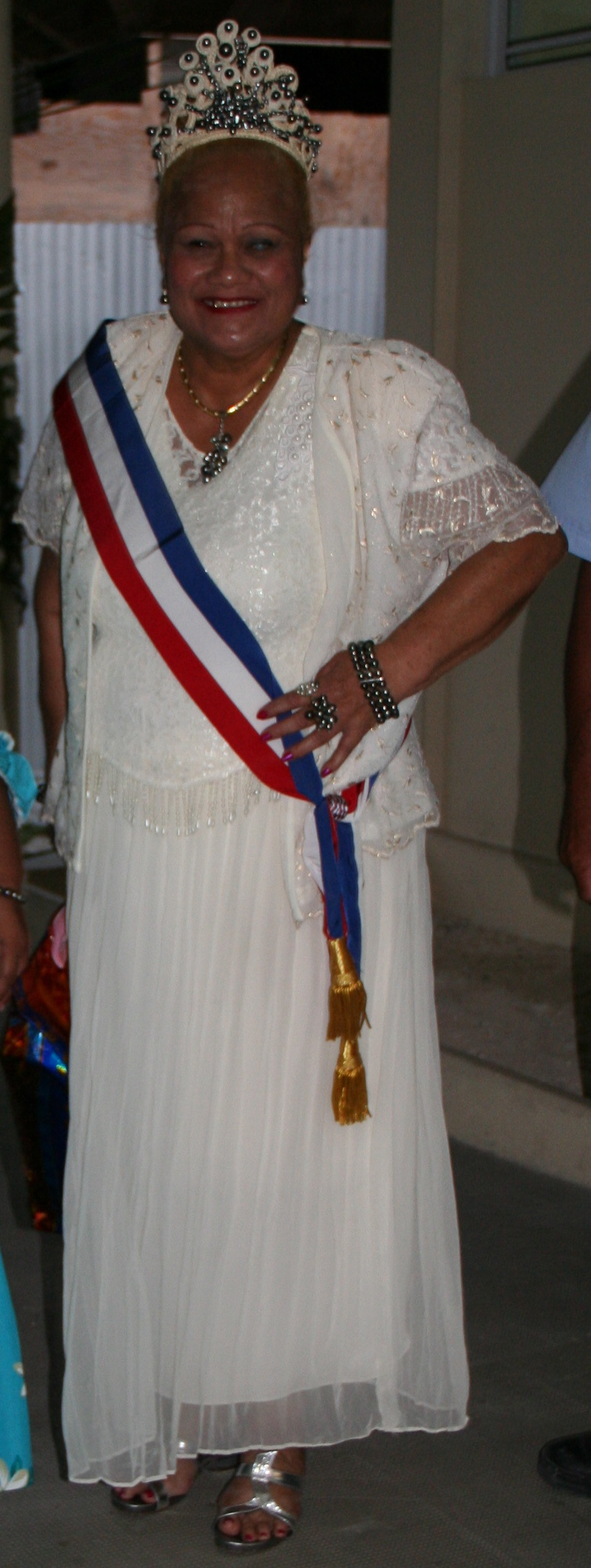
Suzanne Butcher, maire de Hao de 2008 à 2014.

| Période | Période  | Identité             | Étiquette                                  | Qualité |
| ------- | -------- | -------------------- | ------------------------------------------ | ------- |
|         | 2008     | Temauri Foster       | To tatou ai'a                              |         |
| 2008    | 2014     | Suzanne Butcher      | Tahoeraa huiraatira                        |         |
| 2014    | 2020     | Théodore Tuahine     | Tahoeraa huiraatira puis Tapura Huiraatira |         |
| 2020    | En cours | Yseult Butcher-Ferry | Tapura Huiraatira                          |         |

## Économie
Il y existe un aérodrome avec une longue piste goudronnée. Cette piste fait partie des lieux agréés par la NASA pour un éventuel atterrissage d'urgence de la navette spatiale (comme la base aérienne d'Istres par exemple en France métropolitaine). HAO a servi pendant des années de base arrière pour les essais nucléaires français.

## Éducation
Hao est une commune très vaste, avec de nombreux atolls rattachés ne possédant pas tous d'établissement scolaire. Seuls trois atolls accueillent une école primaire : l'école Te Tahua o Fariki à Otepa à Hao même, l'école Tagiiereere à Amanu et l'école Reukaturi à Hereheretue.
La commune possède un collège, situé à Hao, qui regroupe les enfants des atolls du centre-est des Tuamotu et des Gambier (soit dix-sept atolls) avec une population scolaire en 2020 d'environ 250 élèves dont 150 internes. Depuis quelques années lui est associé le Centre d'éducation aux technologies appropriées au développement (CETAD), un établissement au statut de lycée professionnel proposant deux formations diplômantes spécialisées : l'une aux métiers de la mer (pêche et aquaculture) et l'autre dans l'hôtellerie et la restauration, ; il forme une quarantaine de lycéens. Les professeurs viennent en majorité de métropole pour une durée de deux ou quatre ans.

## Culture et patrimoine

### Lieux et monuments
- Église Saint-Paul d'Amanu.
- Église Saint-Pierre de Hao.